# Забалуев, Василий Митрофанович
Забалуев Василий Митрофанович (25 февраля 1897, Аткарск, Саратовская губерния — 1974, Кривой Рог, Днепропетровская область) — советский театральный актёр. Заслуженный артист УССР (1953).

## Биография
Родился 25 февраля 1897 года в городе Аткарск (ныне в Саратовской области). Получил высшее образование.
С 1912 года работал на телеграфе. Участник Гражданской войны.
В 1932—1937 годах работал в театрах РСФСР, в 1937—1941 годах — в городском театре Днепродзержинска, в 1941—1943 годах — театрах Казахской ССР, в 1943—1949 годах — снова в городском театре Днепродзержинска, в 1949—1963 годах — в Криворожском городском театре драмы и музыкальной комедии имени Т. Г. Шевченко.
Умер 1974 году в Кривом Роге.

## Творчество
На театральной сцене воплотил ряд ролей:
- Карп Сидорович («Не называя фамилий» В. Минка);
- Антип («Зыковы» М. Горького);
- Тузов («Роковое наследство» Л. Шейнина);
- Виллер («Голос Америки» Б. Лавренева);
- Городничий («Ревизор» Н. Гоголя);
- Эрик Кох («Сильные духом» Д. Медведева, А. Гребнева);
- Игнат Игнатьевич («Огненный мост» Б. Ромашова);
- Монтанелли («Овод» Э.-Л. Войнич);
- Вурм («Коварство и любовь» Ф. Шиллера).

## Награды
- Медаль «За трудовое отличие» (1951)[1];
- Заслуженный артист УССР (1953);
- Орден «Знак Почёта».